# Siegfried-vonal

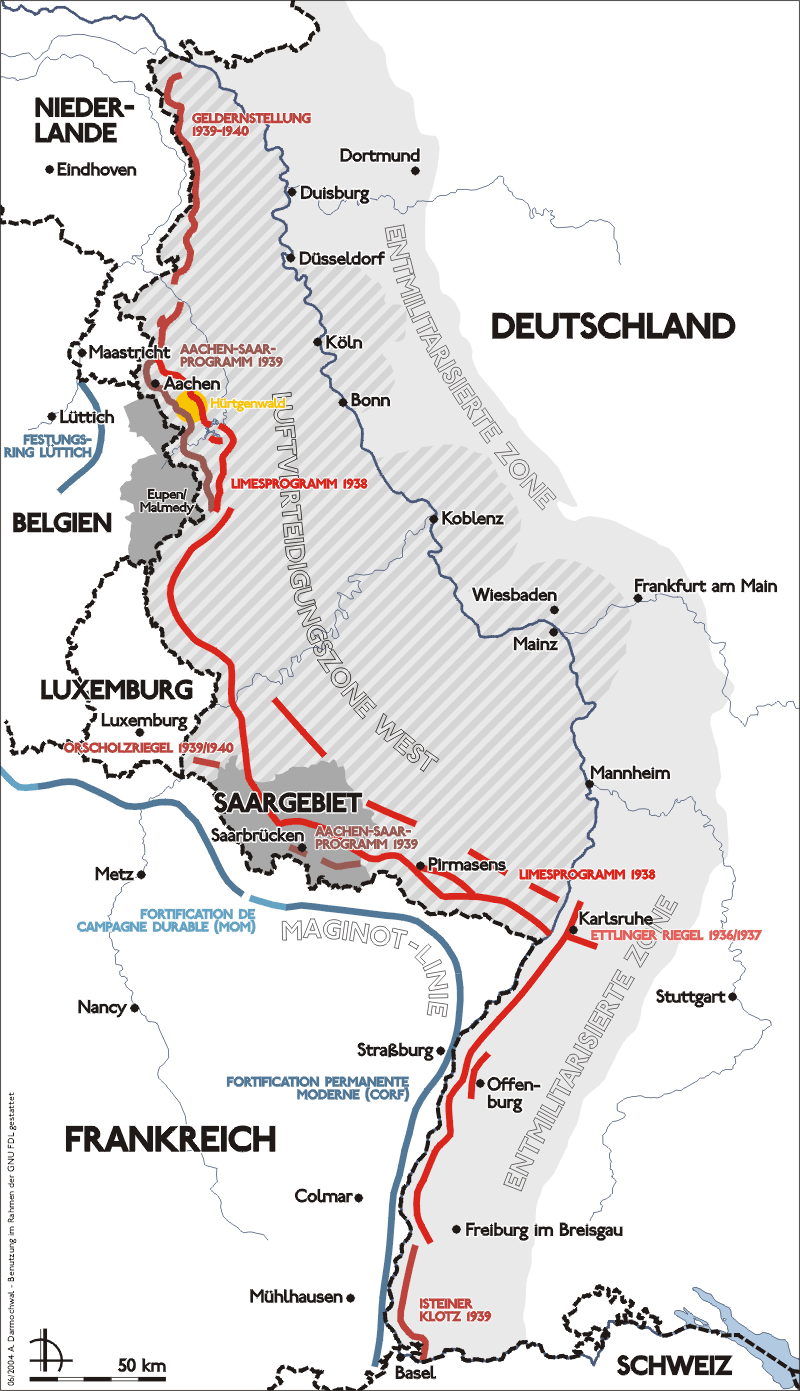
A Siegfried-line (Westwall) térképe.

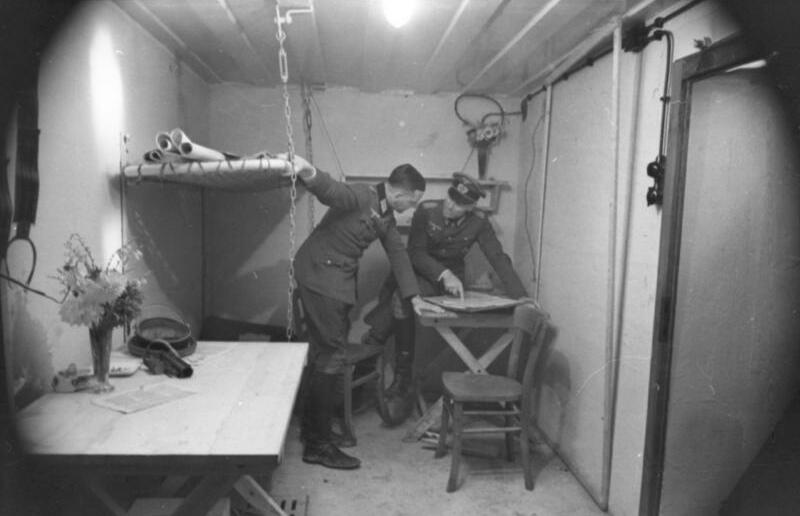
Két német tiszt a Rajna felső folyása mentén épített bunkerben. 1939. szeptember 23.

A Siegfried-vonal (németül Westwall, Siegfriedstellung, angolul Siegfried Line) Németország nyugati határai mentén épített védelmi állások, erődítmények és tankcsapdák elnevezése volt. Az eredeti Siegfried-vonalat az első világháború során, 1916–17-ben építették ki, a Hindenburg-vonal részeként. Az elnevezést azonban gyakrabban csak a második világháború előtt kiépített védelmi rendszerre alkalmazzák, amelyet a francia Maginot-vonallal szemben, hasonló célokkal építettek ki az 1930-as években. A németek Westwall elnevezést használtak a második védelmi vonalra, de később használták a Siegfriedstellung nevet is. Ez a cikk a második védelmi vonalról szól.
A Siegfried-vonal hossza összesen 630 km volt, a német-holland határ mentén fekvő Kleve várostól egészen a német-svájci határ mellett található Weil am Rhein városig húzódott. Összesen 18000 bunker, erődítmény, védelmi állás, alagút és tankcsapda épült meg ezen a vonalon, amelynek tervezését 1936-ban kezdték és 1938–40 között építettek ki.

## A Westwall elnevezés eredete

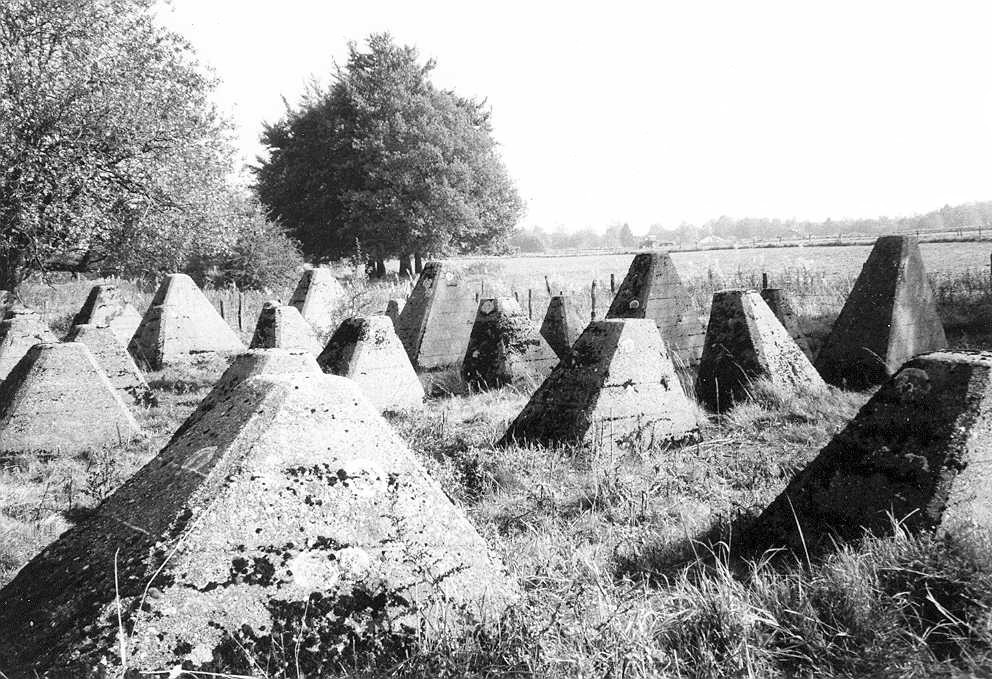
"Sárkányfogak" - harckocsicsapdák a Siegfried-vonal mentén.

A németek által kezdetben használt Westwall elnevezés eredete ismeretlen, bár 1938-ban már széles körben használták, 1938. november 19-én jelent meg az „NSZ-Rheinfront” egyik cikke „Männern vom Westwall” ("A Westwall emberei") címmel. Hivatalos dokumentumban csak 1939-ben jelent meg először ez az elnevezés, amikor 1939. május 20-án Hitler napiparancsban köszöntötte a Westwall katonáit és munkásait, miután május 14 – 19 között megszemlélte a munkálatokat.
A vonal hivatalos elnevezése korábban számos alkalommal változott:
- „Határfigyelő program” („Grenzwacht-Programm”)
- „Védőfal” ( „Schutzwall”)
- „Todt-vonal” („Todt-Linie”)
- „Limes-program” („Limes-Programm”)

A Wehrmacht vezetői körében pedig elterjedt elnevezés volt még a „Führer-vonal” és a „Hitler-vonal” elnevezés is.

## A vonal kiépítése

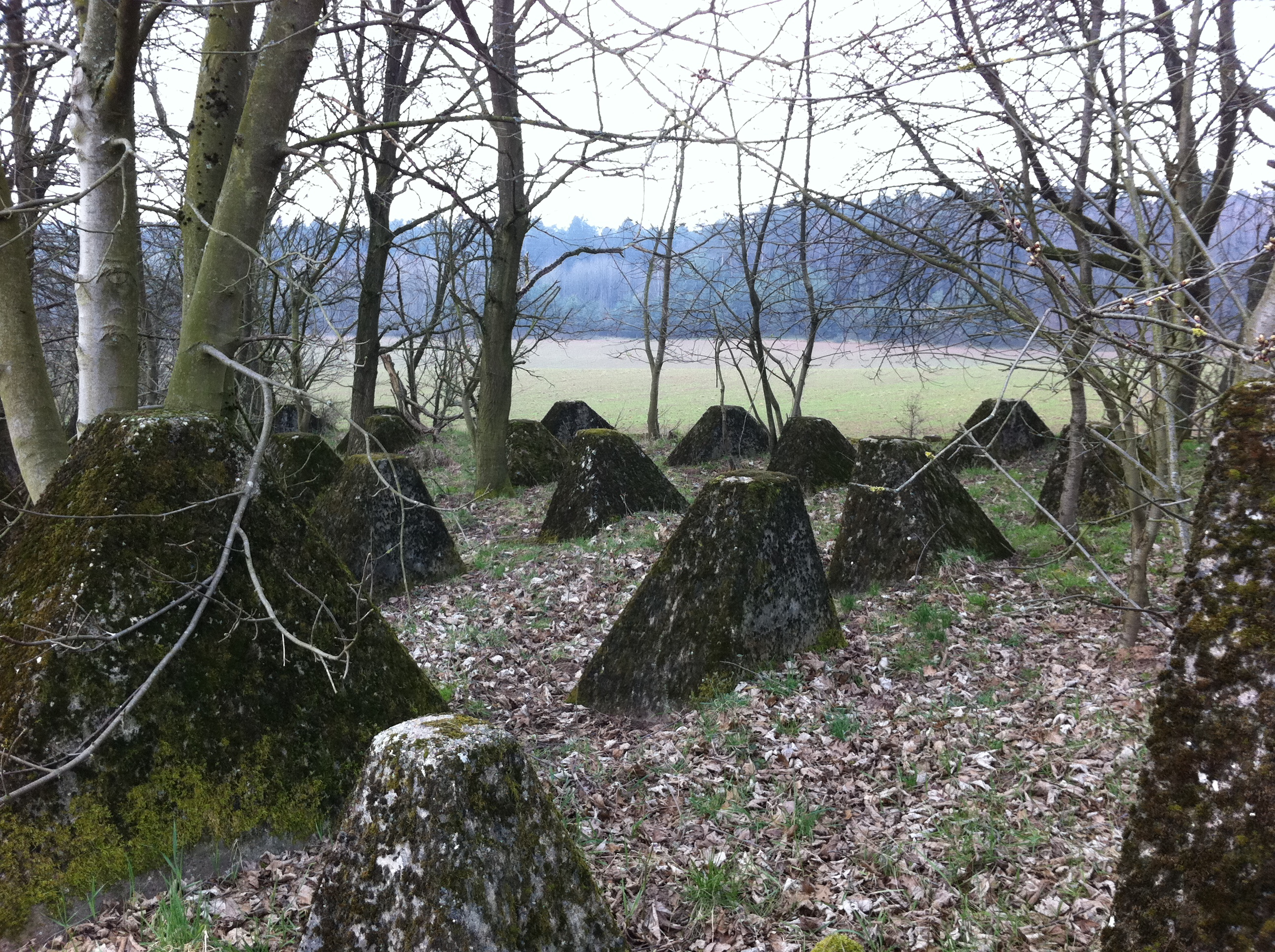
Harckocsiakadályok Winterbach/Saarland térségében (2011)

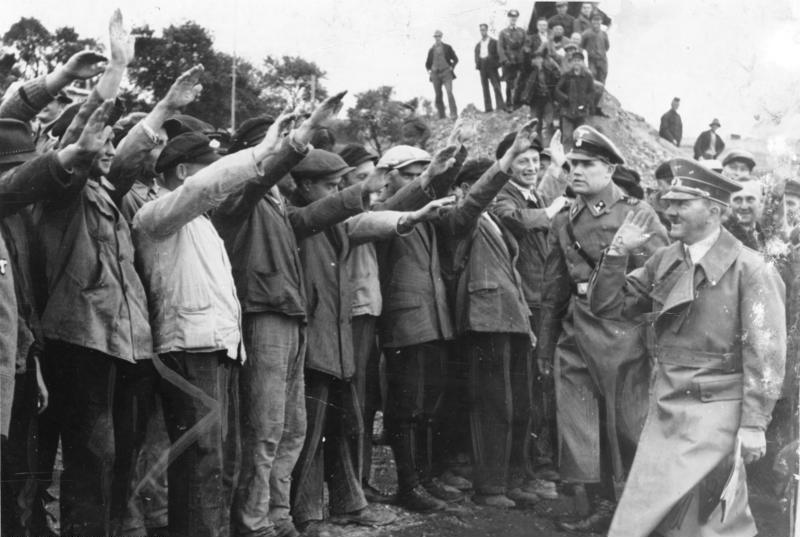
Adolf Hitler 1938-as látogatása a Siegfried-vonalnál

A Siegfried-vonal építését elsősorban a náci politikai vezetés elképzelései befolyásolták, ezért több szakaszban, nem egyszerre történt. A rendelkezésre álló forrásoknak megfelelően öt építési szakaszt szoktak elkülöníteni (Grenzwacht-Programm vagy Pionier-Programm - 1938, Limes-Programm - 1938, Aachen-Saar-Programm - 1939, Geldern-Stellung Brüggen-Kleve - 1939-1940, Luftverteidigungszone West 1938), de szélesebb történelmi kontextusban hat szakaszt különítenek el a vonal építésében:
- 1936: a demilitarizált Rajna-vidék visszafoglalása után szórványos építkezések kezdődtek
- 1937: a Mosel és a Rajna folyókat összekötő vonal (Befestigungen zwischen Mosel und Rhein) valamint a Rajna felső folyása mentén fekvő vonal (Befestigungen am Oberrhein) tervezése és megépítése

1938: a Rajna alsó folyásának és az Eifel vidékének kiépítése (Befestigungen Niederrhein und Eifel)
1938 májusa után a tervek drasztikusan megváltoztak a Limesprogramm elfogadásával, mivel az agresszív német külpolitikára adott válaszképpen Csehország mozgósította fegyveres erőit, és a németek attól tartottak, hogy a franciák beavatkoznak a csehek megsegítésére. A vonal részét képező bunkereket egységes terv alapján kezdték építeni, és az építést a Todt Szervezetre (Organisation Todt) bízták. A német légierő kiépítésével párhuzamosan a "Nyugati Légvédelmi Zónát" (Luftverteidigungszone-West), azaz megerősített légvédelmi állások rendszerét.
1938 októberében Hitler bejelentette, hogy az Aachen-Saar-Programm keretén belül nagyobb figyelmet fognak fordítani Aachen és Saarbrücken védelmére
- 1939-ben felgyorsult az építkezés üteme, ekkor került sor a vonal északi meghosszabbítására (Geldernstellung), a Mettlach és a luxemburgi határ közötti Orscholzriegel kiépítésére és a Saarbrückentől délre fekvő magaslatokon a Spichern-Stellung kiépítésére.

- 1940: a franciaországi hadjárat megindítása után a vonal építése lelassult, mivel elhárult a francia támadás veszélye

- 1944: a szövetségesek franciaországi partraszállása után ismét megindult a vonal megerősítése, kiépítése, de a nyersanyag és munkaerőhiányt következtében csak vontatottan

## A vonal építésének hatása a német gazdaságra

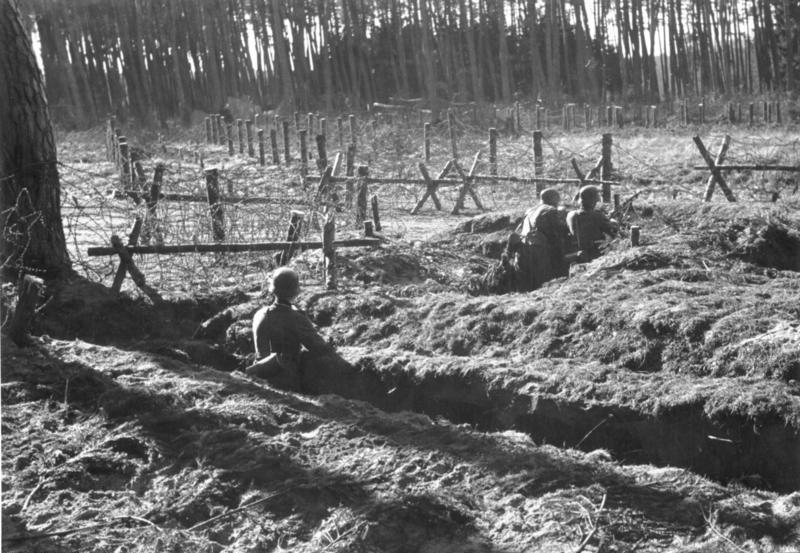
Német katonák a Westwall lövészárkaiban, 1940. március 2.

A vonal felépítéséhez rengeteg nyersanyagra volt szükség, és mivel a náci politikai-katonai vezetés mindenképpen el akarta kerülni a kétfrontos konfliktust, ezért a legmagasabb prioritást kapták az építési programok. 1938-39-ben a német cementtermelés 20%-át (összesen 8 millió tonna) és az acéltermelés 5%-át (1,2 millió tonna) építették be a Westwallba. A kiterjedt építkezések másik hatása az volt, hogy rengeteg építőmunkást kellett kivonni az építőiparból, ennek következtében a magán- és állami építkezések szinte leálltak. Ez igen súlyos helyzetet idézett elő a német lakáspiacon, hiszen ezekben az években mintegy 1,5 millió új lakás megépítésére lett volna szükség.
A vonal építésének egy másodlagos, de nem kevésbé súlyos következménye volt, hogy az erődítmények építéséhez mezőgazdasági területeket használtak fel: 1937−1939 között 30 000 földművest és családjukat telepítették ki, 5600 gazdaságot számoltak fel és összesen 120 000 hektárt vontak ki a mezőgazdasági művelés alól, ami − a Wehrmacht további építési projektjeivel együtt − azt eredményezte, hogy jelentősen csökkent az élelmiszer-termelésre fordított földterület nagysága.

### Költségek
A Siegfried-vonal felépítése közel 3,5 milliárd birodalmi márkába került (összehasonlításképpen: a Harmadik Birodalom 1933-ban összesen 6,2 milliárd birodalmi márkát költött nem katonai kiadásokra). Az egyre növekvő katonai kiadásokkal együtt 1938-ra Németország a fizetésképtelenség szélére került. Az egyre növekvő infláció súlyos gazdasági problémákat okozott, a vonal építésére elvont munkások fizetése jelentősen magasabb volt, mint korábbi keresetük, a máshol fellépő munkaerőhiány pedig súlyos zavarokat okozott a munkaerőpiacon.

## Szabványos építkezés
Minden építési program kezdetén megterveztek egy sor szabványos épületet (bunkert, erődítményt, tankcsapdát), amelyeket azután nemritkán ezerszámra építettek fel.

### Grenzwacht-Programm vagy Pionierprogramm
Ebben a szakaszban kisebb bunkereket építettek, 50 cm-es falvastagsággal és három lőréssel. A bunkerek hátulja nyitott volt, az itt állomásozó katonáknak nem álltak ágyak a rendelkezésükre. A bunkereket a Rajna-vidék visszafoglalása után aktivált határvédelmi szervezet, a Grenzwacht építette.

### Limes program

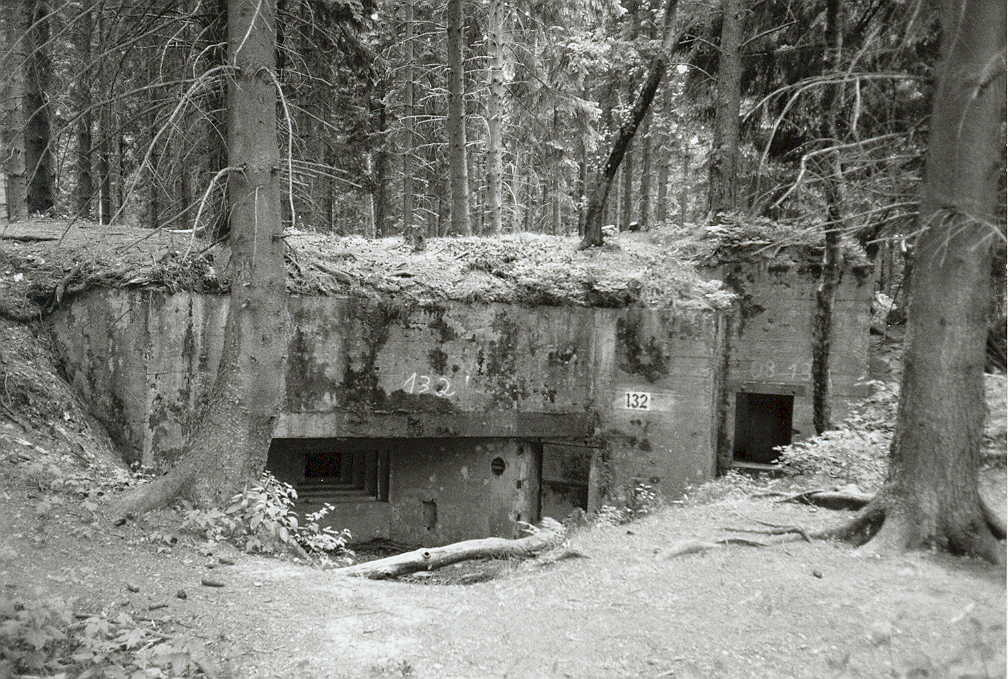
A Limes program keretében épült bunker, hátulról

A Limes program azután kezdődött, hogy Hitler parancsot adott a nyugati német határok megerősítésére. Ennek megfelelően ezek a bunkerek (megnevezésük Type 10 volt) sokkal erősebbek voltak 1,5 méteres falvastagságukkal. Összesen 3471 ilyen bunker építettek a vonal teljes hosszában. A bunkerben volt egy központi szoba, ahol 10-12 katona tartózkodhatott egyszerre, hátrafelé nyíló lőrésekkel, valamint egy harctér, előre és oldalra irányuló lőrésekkel. A bunker fűthető volt, minden katonának volt fekhelye, a bunkerparancsnoknak szék is jutott. Ennek ellenére a bunkerben nem sok hely volt, a katonákra fejenként 1 m² hely jutott.

### Aachen-Saarprogram

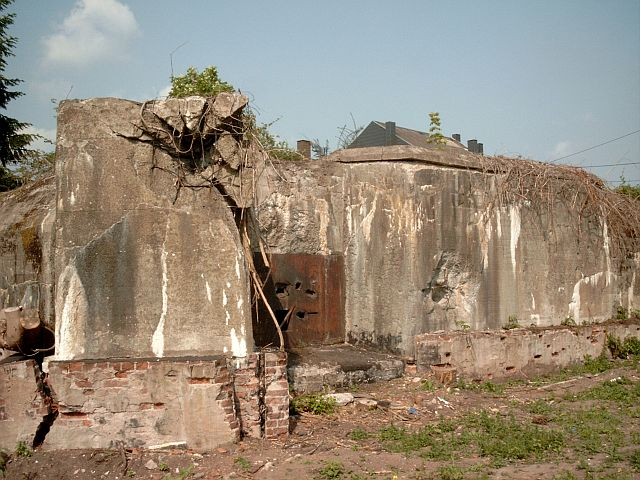
Egy Type 107 típusú bunker, ilyeneket építettek a Aachen-Saar program során

Az Aachen-Saar program keretében felépült bunkerek és kazamaták (Type 107) nagyon hasonlóak voltak a Limes program bunkereihez, bár falvastagságuk helyenként elérte a 3,5 méter. A bunkerekben két géppuskaállás építettek ki, és csak a bunker oldalsó részén voltak lőrések - az elülső oldalon csak kivételes esetekben alakítottak ki lőréseket és azokat is vastag acéllemezekkel védték.

### LVZ West
A "Nyugati Légvédelmi Zóna (Luftverteidigungszone West, LVZ West) a Siegfried-vonallal párhuzamosan épült és lényegében beton lőállásokat (Flaktorony) építettek a légvédelmi lövegek számára. A tornyokba emellett MG42 és MG34 típusú géppuskákat is elhelyeztek, alacsonyan repülő légi célpontok és az ellenséges gyalogság ellen.

### Geldern-Stellung

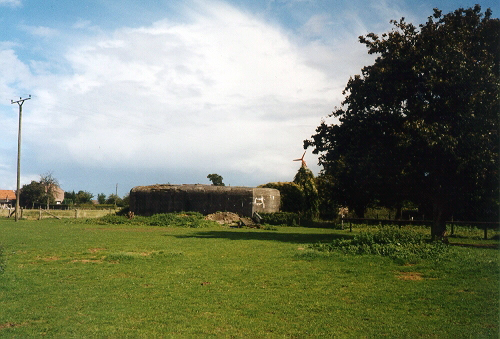
A Geldern-Stellung egyik bunkere Kleve közelében

A Geldern védelmi állások északi irányban hosszabbították meg a Siegfried-vonalat, egészen a német-holland határig. A bunkereket általában farmok közelébe építették álcázási célból.

### Harckocsi-akadályok

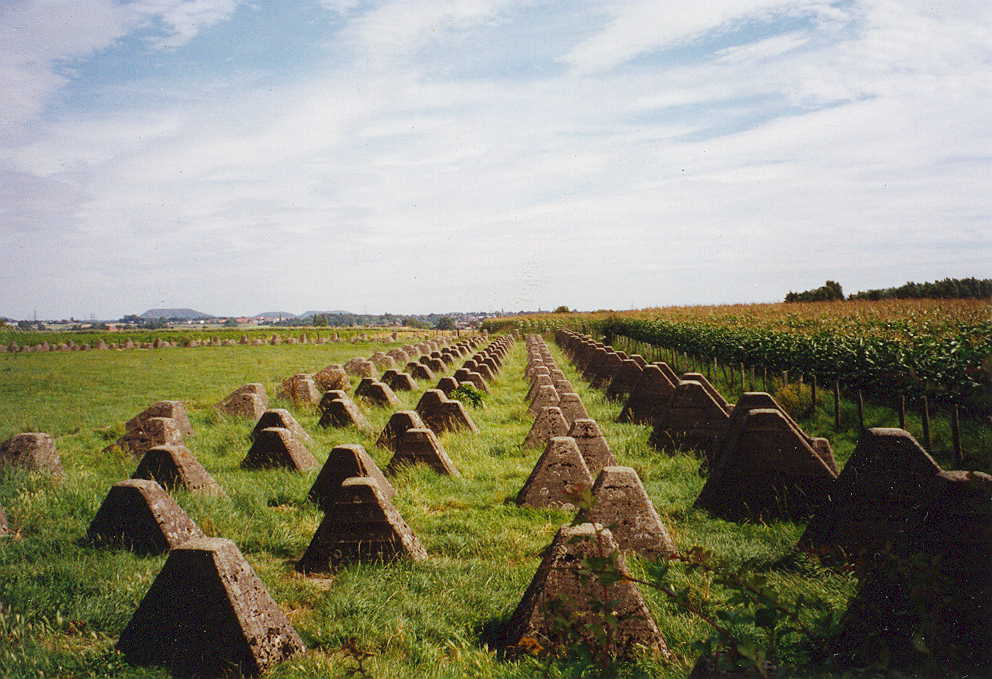
Az Aachen-Saar program keretében épült Type 1939 harckocsiakadály

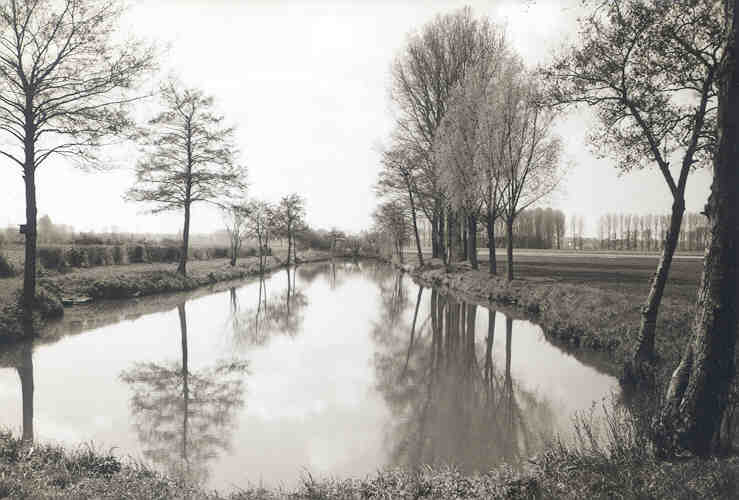
Vízzel feltöltött árok Geilenkirchen közelében

Az ellenséges harckocsik feltartóztatása céljából számos helyen beton harckocsi akadályokat (angolul dragon's teeth, németül Panzersperren, Höcker) létesítettek. A betonból készült "fogakat" egymás mögötti párhuzamos sorokban helyezték el: a Type 1938 harckocsiakadályban négy, a Type 1939-ban öt ilyen sor volt. Számos helyen a szabványostól eltérő alakzatban rakták le ezeket.
Ahol a terep adottságai ezt lehetővé tették, vízzel töltött árkokat létesítettek harckocsiakadálynak, többek között Aachentől északra, Geilenkirchen térségében.

## Az építkezés szervezése
Az első építése fázisban magáncégeket bíztak meg az erődítmények építésével, azonban ezek kapacitása hamarosan elégtelennek bizonyult. Ezért Hitler a Todt Szervezetet bízta meg a kivitelezéssel, és ennek eredményeként rengeteg munkást tudtak biztosítani - egy időben 500 000 fő dolgozott a vonalon. Az alapanyagok és a munkások szállítását a Deutsche Reichsbahn végezte, amely jó hasznát vette az első világháború során a nyugati határ mentén kiépített vasútvonalhálózatnak.
A munkakörülmények a vonal építése közben igen veszélyesek voltak - a munkásoknak az esetek nagy részében nem álltak rendelkezésre megfelelő daruk és más munkagépek, jórészt kézi erővel kellett a betont kiönteni, és a nemritkán 60 tonna súlyú páncéllemezeket a helyükre emelni. A munka megerőltető és egyhangú volt - sokan ezért inkább otthagyták az egészet. Az építkezésen részt vevő munkások egy bunkert ábrázoló medált kaptak helytállásukért.

## A Siegfried-vonal szerepe a második világháborúban

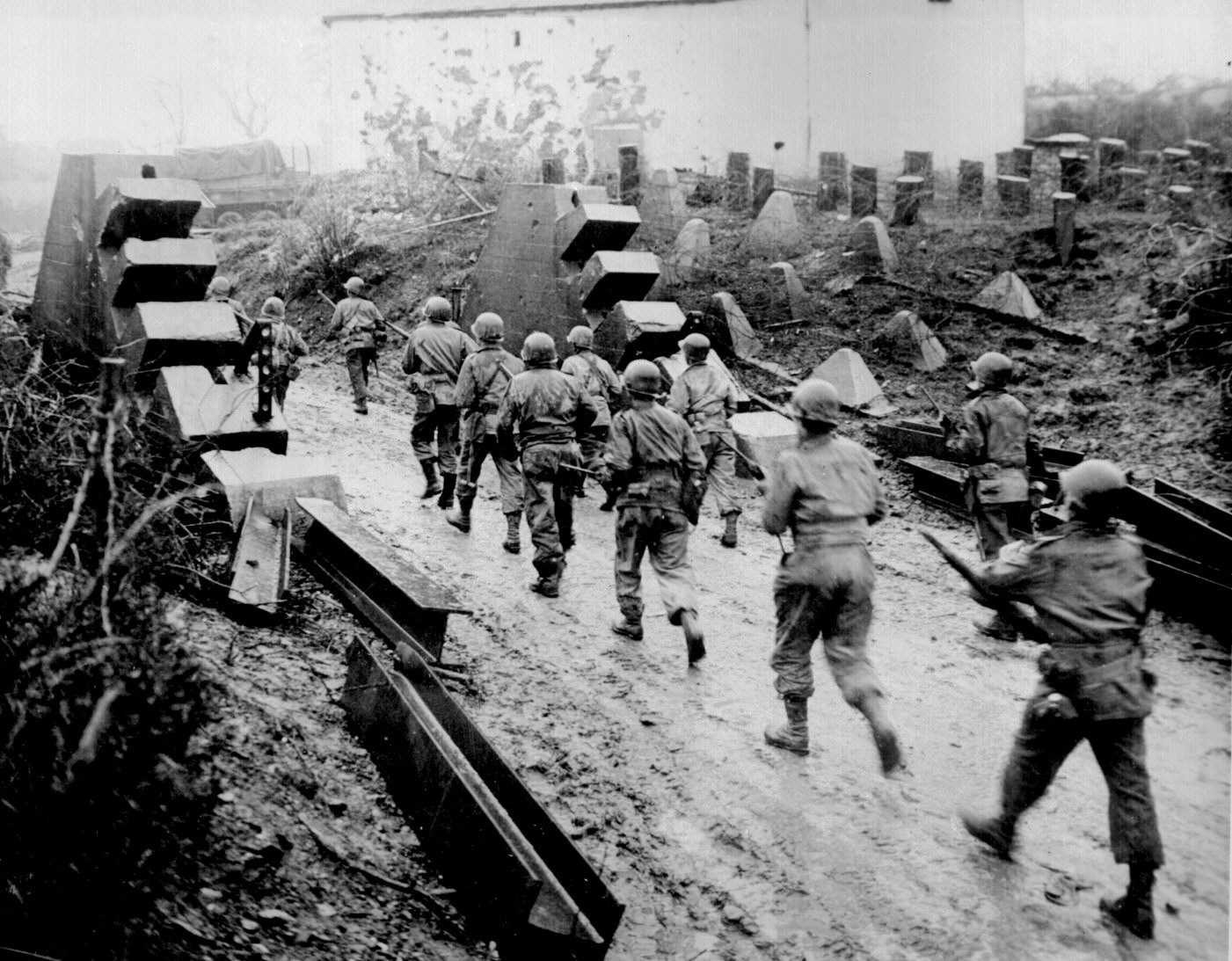
Szövetséges katonák a Siegfried-vonal maradványain keresztül menetelnek. 1945

Miután Németország megtámadta Lengyelországot, Nagy-Britannia és Franciaország előbb felszólították a németeket a támadás leállítására, majd pedig szeptember 3-án hadat üzentek Németországnak. Ennek ellenére nem került sor nagyszabású harccselekményekre - a franciák csak szeptember 7-én indítottak támadást egy 32 km széles arcvonalon, de csapataik a Siegfried-vonal előtt 1 km-rel megálltak, majd szeptember 13-án visszavonultak kiindulási állásaikba. Ezt követően vívták az angol-francia és német csapatok a furcsa háborút, amelynek keretében csak kisebb összecsapásokra került sor a határvédelmi csapatok között, de az 1940 májusában megindított franciaországi hadjárat előtt nem voltak jelentős hadműveletek a nyugati fronton.
A franciaországi hadjárat során kisebb szövetséges támadások érték a Siegfried-vonal egyes részeit, de nagyszabású támadásra ekkor sem került sor. A hadjárat vége - Franciaország megadása - után a vonalat a németek kiürítették, a bunkereket raktárnak használták. A helyzet nem is változott, amíg 1944. június 6-án a szövetségesek partra szálltak Normandiában.
1944. augusztus 24-én Hitler parancsot adott a Siegfried-vonal befejezésére és a Reichsarbeitsdienst (Birodalmi Munkaszolgálat) közel 20 000 főt küldött az építkezésekre. A helyi lakosokat is bevonták a munkálatokba, elsősorban a harckocsiakadályok kiépítésébe. Azonban ekkorra már világosan látszott, hogy az 1938-1939-ben épített bunkerek nem tudnak ellenállni a korszerű páncéltörő fegyverek tüzének.
A szövetséges csapatok 1944 augusztusában érték el a Siegfried-vonalat, a legnagyobb összecsapásokra Hürtgenwald térségében került sor, Aachentől 20 km-re délkeletre. Összesen kb. 120 000 szövetséges katona próbálta elfoglalni ezt az erdős-dombos térséget, a súlyos harcok során 24 000 katona vesztette életét. A német veszteségek nem ismertek.
A hürtgenwaldi csata után kezdődött az ardenneki offenzíva néven ismert német ellentámadás, amelyet a Hürtgenwaldtól délre eső térségből indítottak a német csapatok. A Siegfried-vonal más részein is kemény ellenállásba ütköztek a szövetségesek, az utolsó bunkerek csak 1945 elején estek el - sok esetben a védők halálukig harcoltak.

## A Siegfried-vonal sorsa a háború után

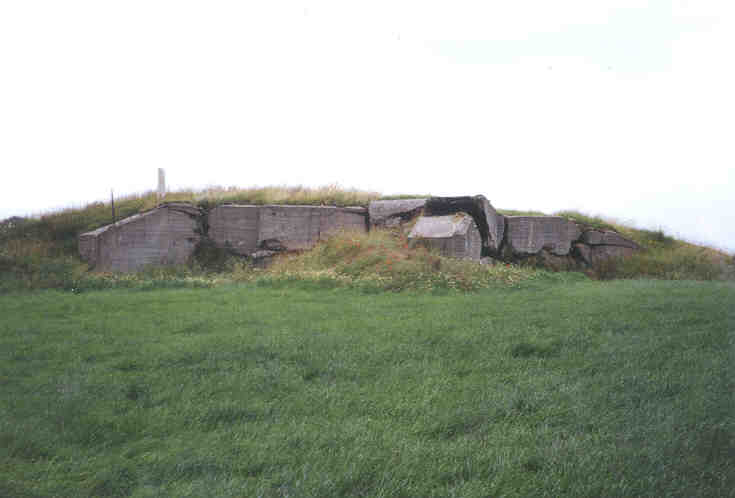
Bunker maradványai Aachen közelében.

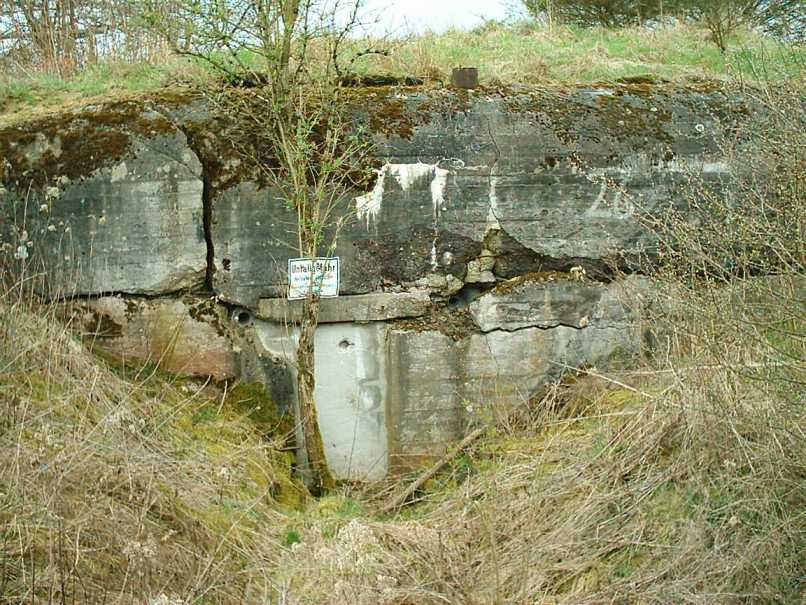
Egy bunker romja

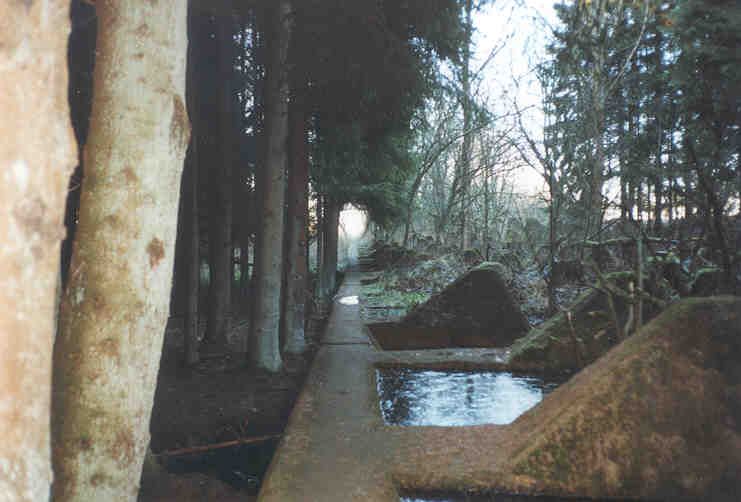
A Siegfried-vonal maradványai értékes élőhelyet is jelentenek.

A második világháború befejezése után a vonal erődítményeinek nagy részét felrobbantották vagy pedig földdel takarták be. Észak-Rajna-Vesztfália tartományban közel 30 bunker még ma is áll. A harckocsiakadályok nagy része ma is látható, helyenként több km hosszan.
1997 után jelentős erőfeszítéseket tettek a vonal erődítményeinek megóvására "A kényelmetlen értéke" (Der Denkmalswert des Unerfreulichen) mottóval - elsősorban azért, hogy történelmi emlékként szolgáljanak a fiatalok számára. Ennek ellenére a német állam továbbra is támogatja a vonal erődítményeinek eltávolítását, többek között építkezések vagy útépítés esetén. Ilyenkor az elpusztítandó bunkereket régészek tárják fel.
A természetvédők más okból támogatják a Siegfried-vonal maradványainak védelmét - a háborítatlan természetben ezek az építmények rejtekhelyül szolgálnak számos védett állatfajnak. A maradványok általában megakadályozzák a hagyományos mezőgazdasági vagy erdőgazdasági tevékenységeket, ami további előnyt jelent az itt élő állatfajok számára.

## Fordítás
- Ez a szócikk részben vagy egészben  a   Siegfried Line című angol Wikipédia-szócikk fordításán alapul.  Az eredeti cikk szerkesztőit annak laptörténete sorolja fel. Ez a jelzés csupán a megfogalmazás eredetét és a szerzői jogokat jelzi, nem szolgál a cikkben szereplő információk forrásmegjelöléseként.
- Ez a szócikk részben vagy egészben  a   Westwall című német Wikipédia-szócikk fordításán alapul.  Az eredeti cikk szerkesztőit annak laptörténete sorolja fel. Ez a jelzés csupán a megfogalmazás eredetét és a szerzői jogokat jelzi, nem szolgál a cikkben szereplő információk forrásmegjelöléseként.

## Felhasznált és ajánlott irodalom
- Manfred Groß: Der Westwall zwischen Niederrhein und Schnee-Eifel. Rheinland-Verlag, Köln 1989. ISBN 3-7927-0644-X
- Dieter Bettinger és Martin Büren: Der Westwall. Die Geschichte der deutschen Westbefestigung im Dritten Reich. 1. kötet: Der Bau des Westwalls 1936–1945, 2. kötet: Die technische Ausführung des Westwalls. Biblio, Osnabrück 1990. ISBN 3-7648-1458-6

## Külső hivatkozások
- BunkerBlog: Mindent az 1933-1945 között épült német erődítményekről
- Bunkersite.com
- A Siegfried-vonal történetét bemutató múzeum
- German Doctrine of the Stabilized Front, Report by US Military Intelligence Division, August 1943
- Európai bunkerek (benne a Siegfried-vonal Archiválva 2011. február 15-i dátummal a Wayback Machine-ben
- Bunker-harcmodor a Siegfried-vonalon
- Simserhof megtámadása - 1944
- A Siegfried-vonal képekben
- »You enter Germany: Bloody Huertgen and the Siegfried Line« – Achim Konejung és Aribert Weis 2007-es dokumentumfilmje